# Liopropoma incomptum
Liopropoma incomptum är en fiskart som beskrevs av Randall och Taylor, 1988. Liopropoma incomptum ingår i släktet Liopropoma och familjen havsabborrfiskar. Inga underarter finns listade i Catalogue of Life.